# Edson Alvarado
Edson Alvarado (27 de setembro de 1975) é um ex-futebolista profissional mexicano que atuava como defensor.

## Carreira
Edson Alvarado representou a Seleção Mexicana de Futebol nas Olimpíadas de 1996.